# ピンク・リバティ
ピンク・リバティは、2005年に益山貴司・益山寛司兄弟を中心に結成された、関西が誇るフリースタイル演劇集団劇団子供鉅人の独立企画。
元芸人でコント師でもある劇団員 山西竜矢が脚本・演出をつとめ、エロとカオスをテーマとしたナンセンスな会話劇が特徴。

## 作品
- Vol.1「艶やかなマチルダ」2016年3月4日(金) - 6日(日)
  - 公演場所：明大前キッド・アイラック・アート・ホール
  - 出演：億なつき、ミネユキ、キキ花香、影山徹、山西竜矢、葉丸あすか、呉城久美、大石憲、古野陽大、長友郁真、山本大樹
- Vol.2「ふでをならう」2016年11月25日 - 30日[1]
  - 公演場所：新宿眼科画廊
  - 出演：うらじぬの、億なつき、古野陽大、益山U☆︎G、渡邉圭介、森本華、呉城久美、傳田うに
- Vol.3「人魚の足」2017年6月28日 - 7月3日[2]
  - 公演場所：下北沢 シアター711
  - 出演：億なつき、うらじぬの、古野陽大、山西竜矢、小野川晶、葉丸あすか、大石憲、天野はな、稲川悟史、オザワミツグ、河合明日香、地道元春、鈴鹿通儀、鈴政美穂、半田美樹
- Vol.4「夕焼かれる」2018年11月13日(火) - 18日(日)
  - 公演場所：下北沢小劇場 楽園
  - 出演：うらじぬの、大島萌、中山まりあ、葉丸あすか、半田美樹、平井珠生、大村わたる、土屋翔、橋口勇輝、山西竜矢
- テアトロコント vol.26出演 2018年3月30日(金) - 3月31日(土)[3]
  - 公演場所：渋谷コントセンター
  - 出演：うらじぬの、葉丸あすか、半田美樹、稲川悟史、山西竜矢